# Wólka Batorska
Wólka Batorska (prononciation : [ˈvulka baˈtɔrska]) est un village polonais de la gmina de Batorz dans le powiat de Janów Lubelski de la voïvodie de Lublin dans l'est de la Pologne.
Il se situe à environ 3 kilomètres au nord-est de Batorz (siège de la gmina), 19 kilomètres au nord-est de Janów Lubelski (siège du powiat) et 43 kilomètres au sud de Lublin (capitale de la voïvodie).

## Histoire
De 1975 à 1998, le village est attaché administrativement à la voïvodie de Tarnobrzeg.

Depuis 1999, il fait partie de la voïvodie de Lublin.